# Pierre du couronnement
Pour la pierre du couronnement écossaise, voir Pierre du destin.
La Pierre du couronnement (Coronation Stone en anglais) est un bloc de sarsen exposé sur la place du marché de Kingston upon Thames. Une légende sans fondement historique apparue au XVIIIe siècle veut qu'elle ait servi au sacre de plusieurs rois d'Angleterre de la période anglo-saxonne. C'est un monument classé de Grade I.

## Histoire
La Pierre provient de la chapelle Sainte-Marie, un bâtiment adjacent à l'église de Tous-les-Saints (en) de Kingston upon Thames qui s'est écroulé en 1730. Tirée des ruines de la chapelle au début du XIXe siècle, elle est installée devant l'hôtel de ville où elle sert de marchepied jusqu'en 1850, date à laquelle elle est déplacée vers son emplacement actuel, sur un socle heptagonal portant les noms des sept rois censés avoir été couronnés sur cette pierre, ou bien dans la chapelle Sainte-Marie. Sur ces sept rois, il existe des preuves certaines du sacre des rois Æthelstan (le 4 septembre 925), Eadred (en août 946) et Æthelred le Malavisé (le 4 mai 979) à Kingston. Il est possible, mais moins certain, qu'Édouard l'Ancien (en 900), Edmond (en 939), Eadwig (en 956), Edgar le Pacifique (vers 960) et Édouard le Martyr (en 975) aient également été sacrés à Kingston. Néanmoins, aucun indice ne permet d'affirmer que leur couronnement s'est déroulé sur la pierre, ni même dans la chapelle dont elle provient.
Un projet envisage de déplacer la pierre dans le cimetière de l'église de Tous-les-Saints.

## Galerie

Les sept rois cités sur le piédestal de la Pierre
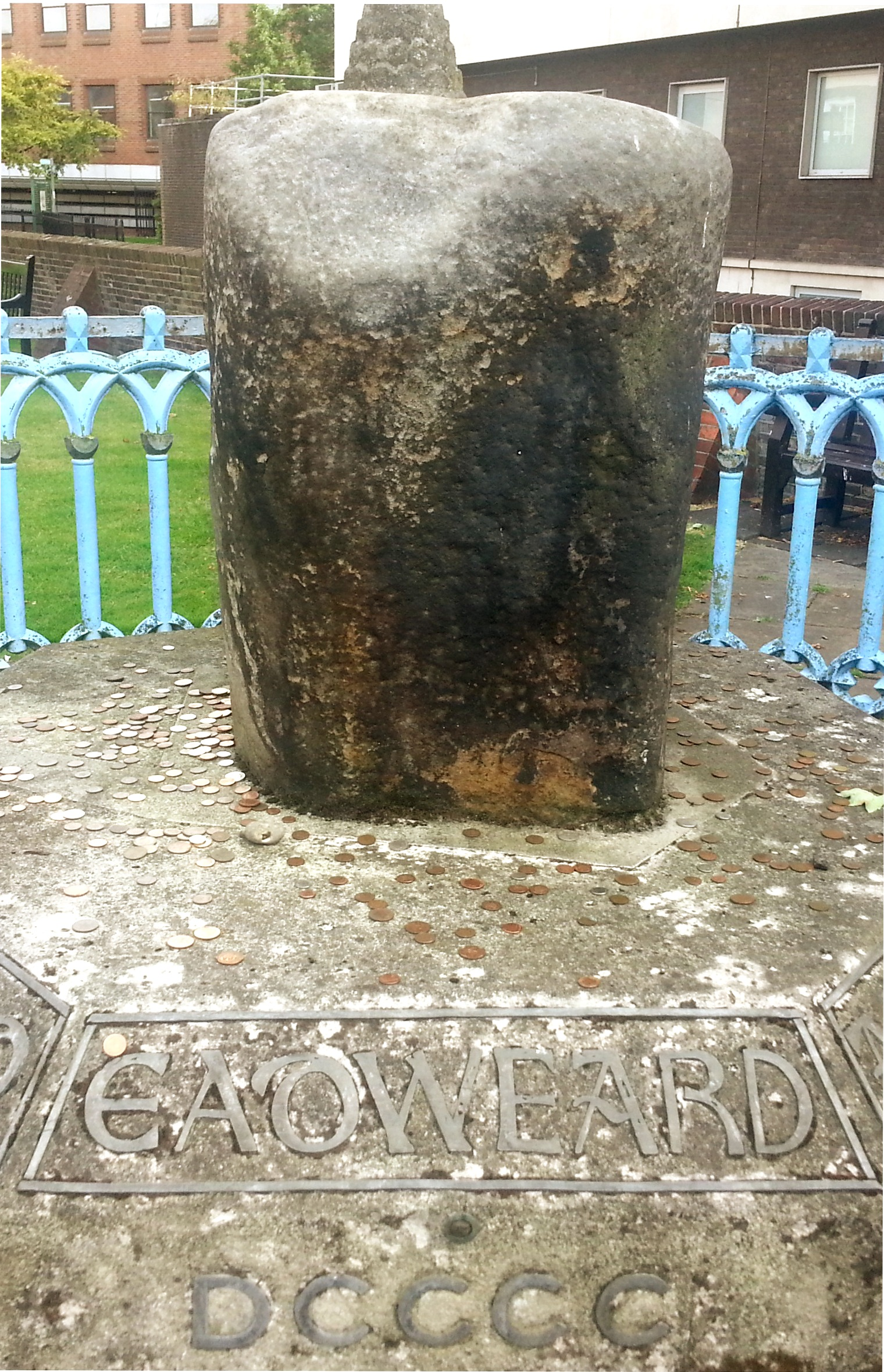
Édouard l'Ancien DCCCC (900)
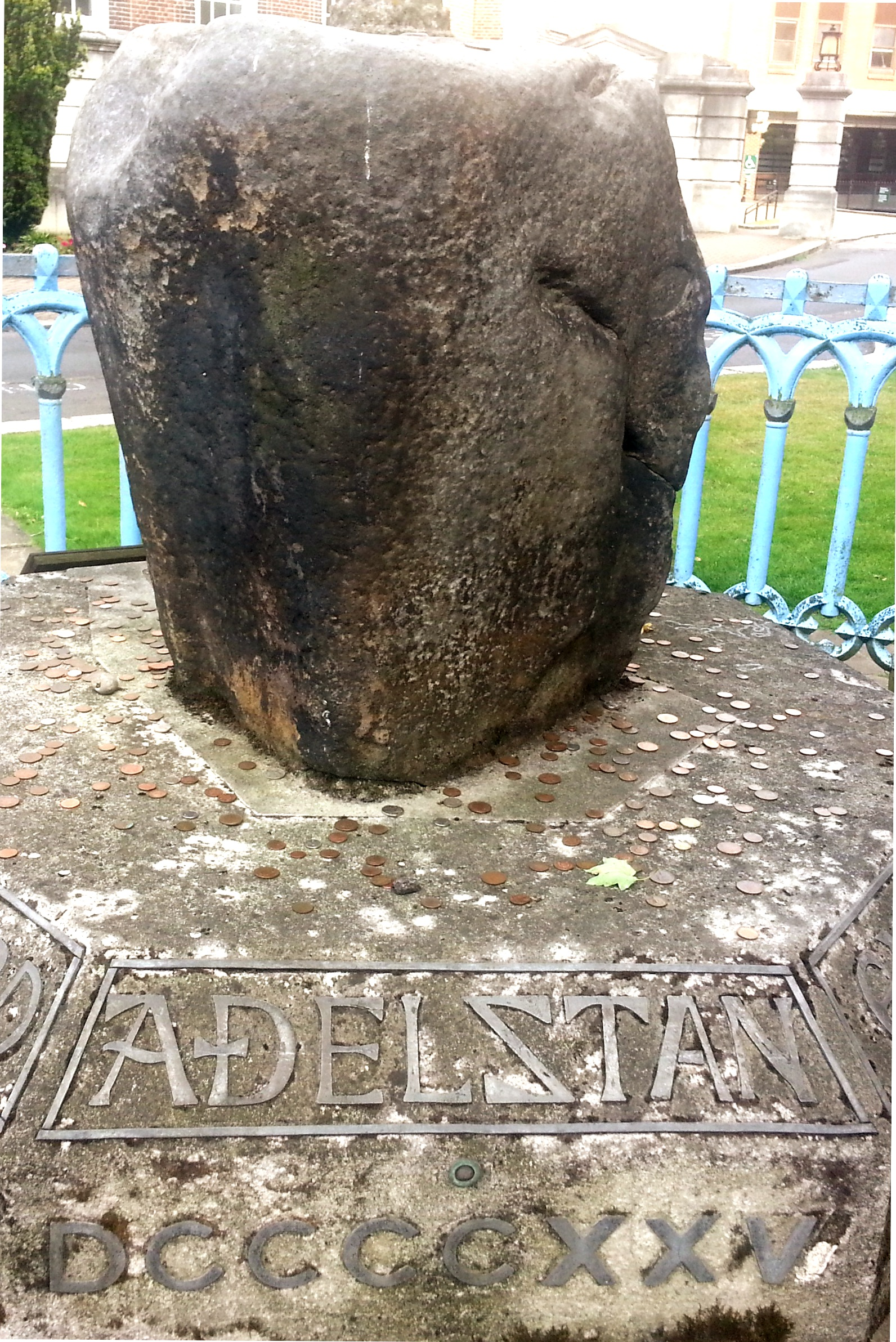
Æthelstan DCCCCXXV (925)
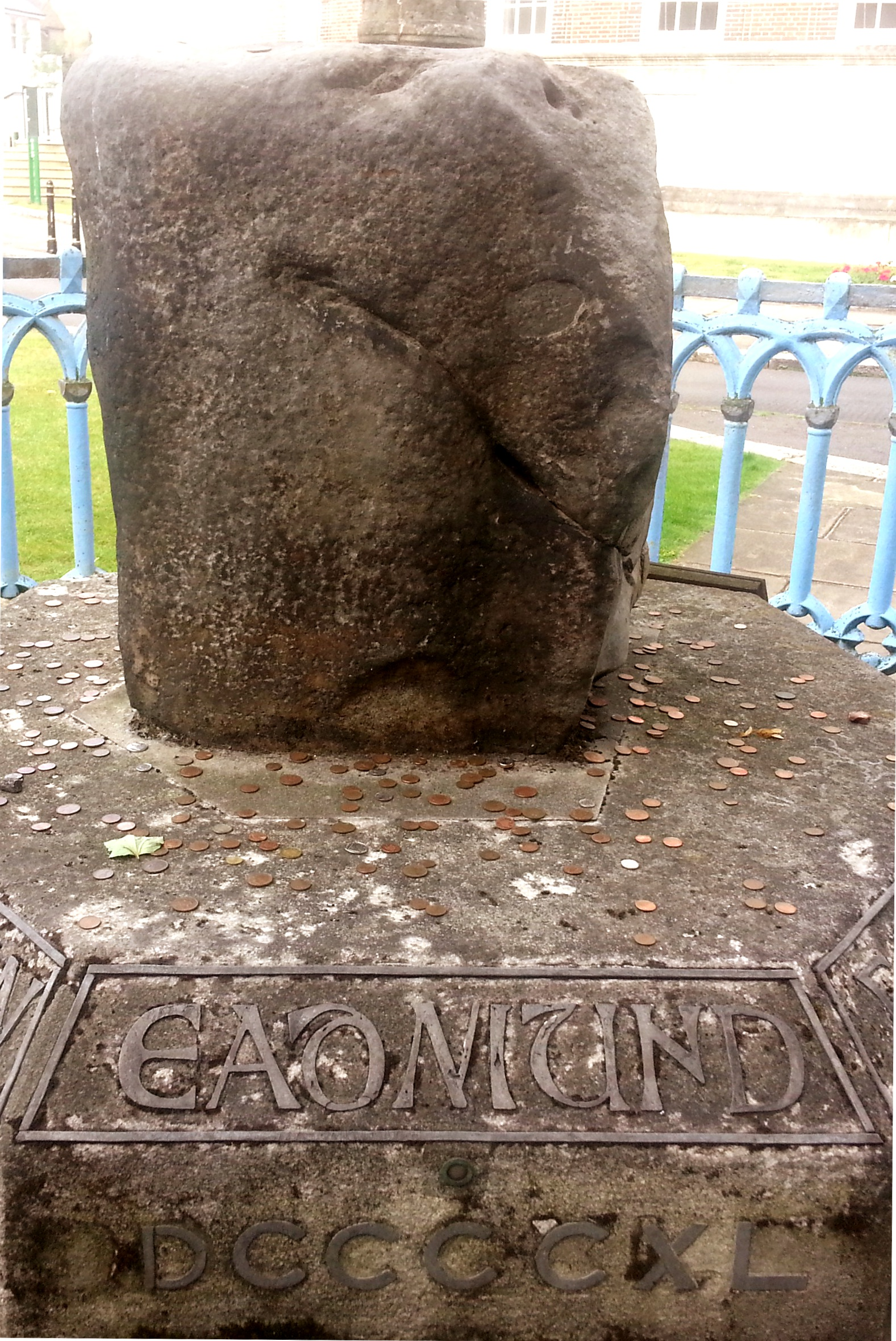
Edmond DCCCCXL (940)
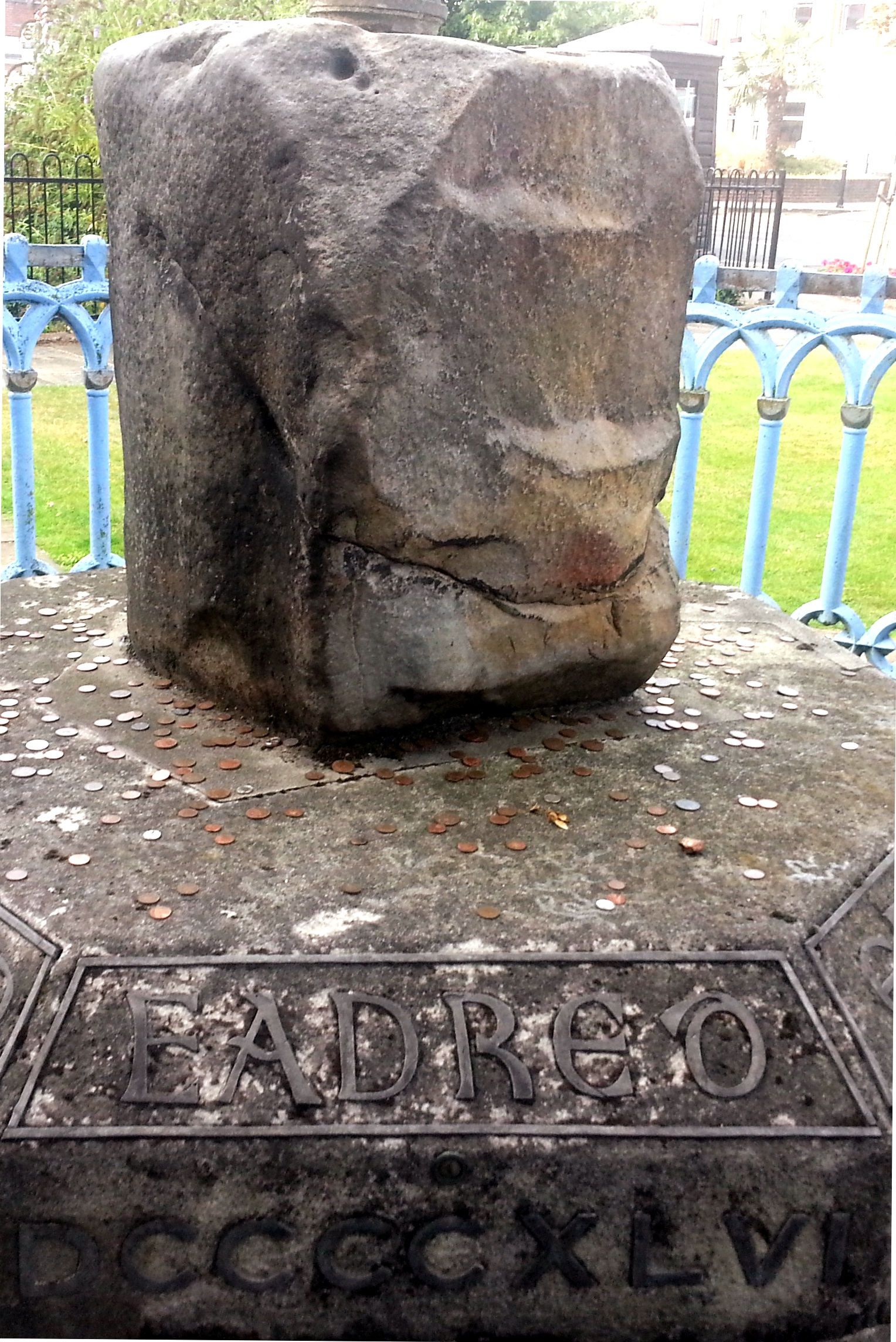
Eadred DCCCCXLV (945)
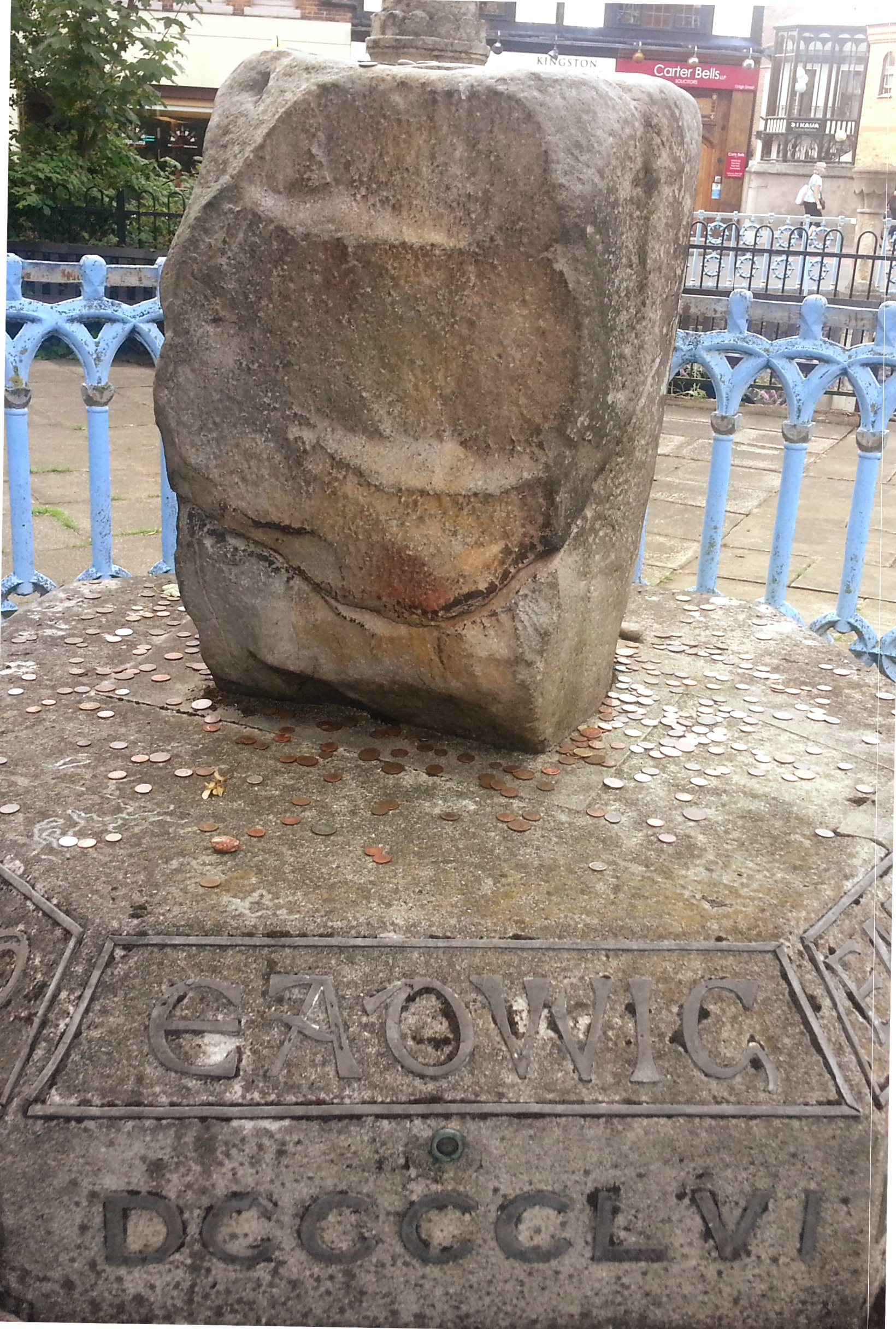
Eadwig DCCCCLVI (956)
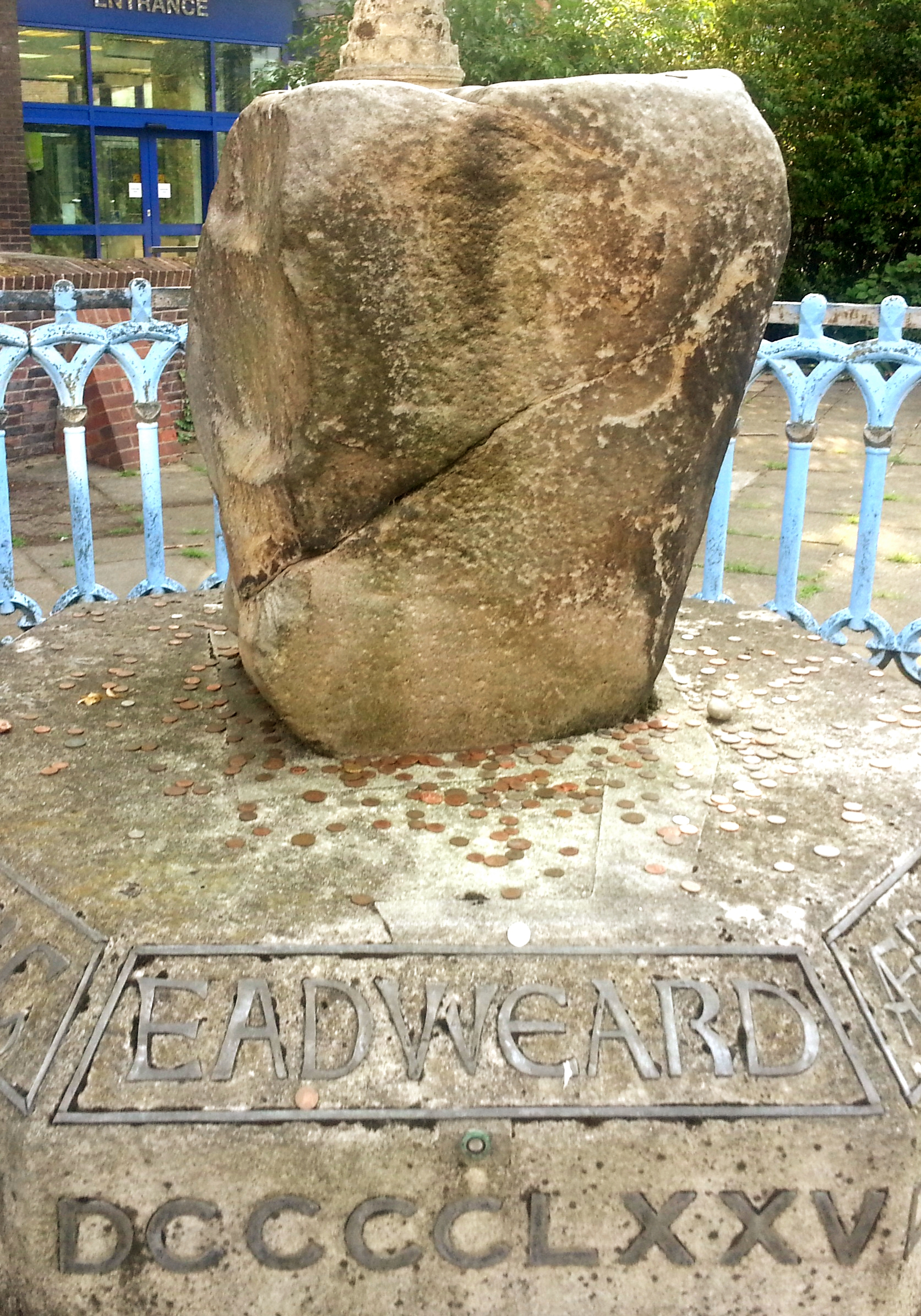
Édouard le Martyr DCCCCLXXV (975)
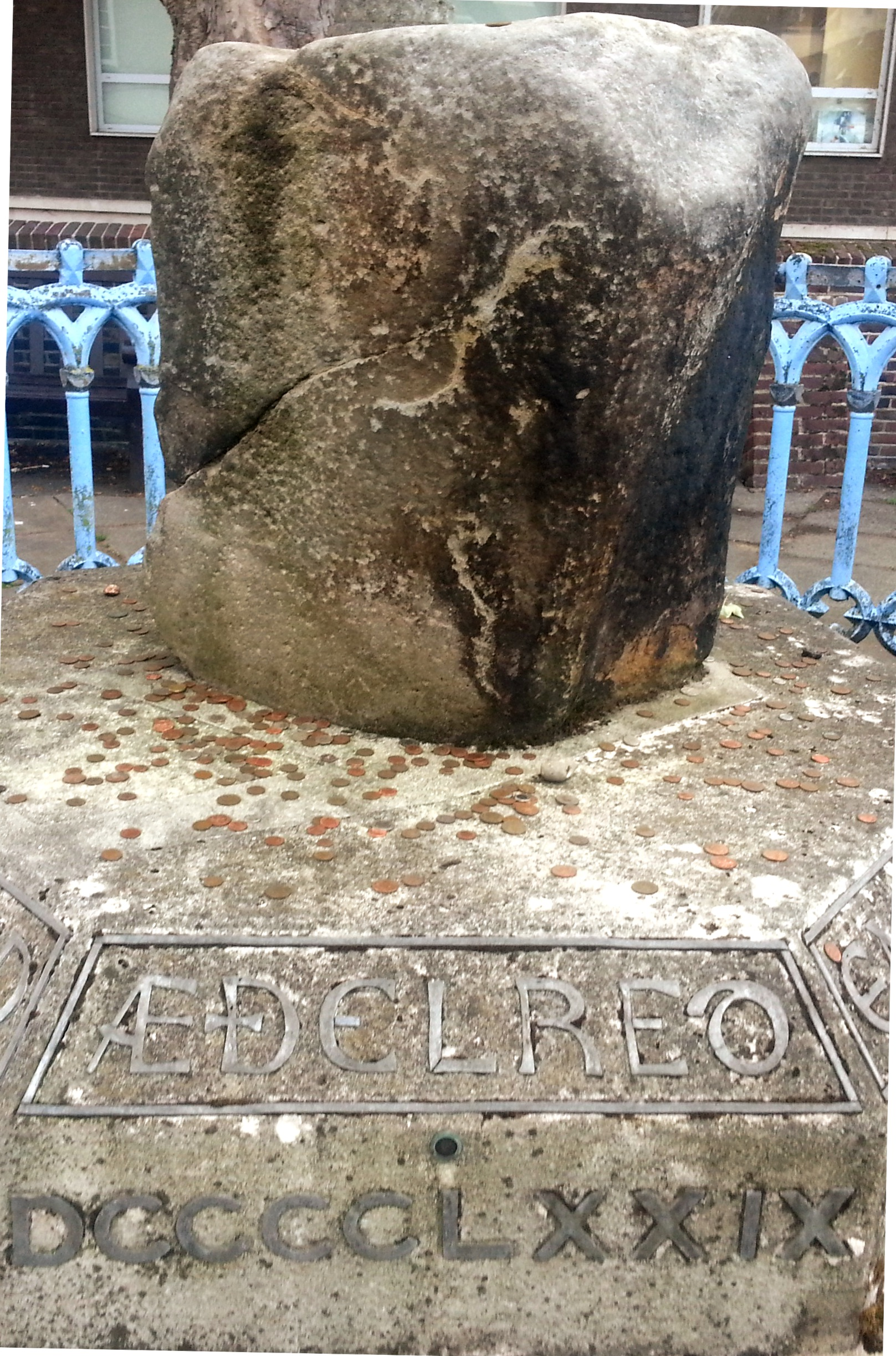
Æthelred le Malavisé DCCCCLXXIX (979)